# André van de Nadort
N.A. (André) van de Nadort (Dordrecht, 27 augustus 1962) is een Nederlands ingenieur, politicus en bestuurder. Hij is lid van de PvdA. Sinds 14 april 2025 is hij waarnemend burgemeester van Waadhoeke.

## Maatschappelijke loopbaan
Van de Nadort werd geboren en getogen in een boerengezin op Eiland van Dordrecht, onder de rook van Dordrecht. Zijn familie hield zich er bezig met fruitteelt. Tot 1986 studeerde hij cultuurtechniek aan de Rijks Hogere School voor Tuin- en Landschapsinrichting te Boskoop.
Vanaf 1986 werkte Van de Nadort bij de Dienst Landelijk Gebied in Friesland. Zijn eerste standplaats was Leeuwarden en zijn eerste werkgebied werd de ruilverkaveling Oost- en Westdongeradeel, boven Dokkum. Daarna werkte hij bij de dienst Ruimtelijke ordening in Drenthe. Tot zijn wethouderschap in 2006 was hij teamleider Ruimtelijke ordening bij de gemeente Meppel.

## Politieke loopbaan
Van de Nadort was vanaf 1 januari 2001 gemeenteraadslid van de nieuwe gemeente Steenwijk, die per 1 januari 2003 werd hernoemd tot Steenwijkerland. Van 2006 tot 2009 was hij daar wethouder. Hij was vanaf 26 augustus 2009 burgemeester van Ten Boer. Van 5 september 2017 tot 14 april 2025 was hij burgemeester van Weststellingwerf.
Als burgemeester van Weststellingwerf kreeg Van de Nadort bestuur & bestuursorganen, openbare orde & veiligheid, lobby & acquisitie, OWO samenwerking, communicatie, lokale media, automatisering & (documentaire) informatievoorziening, juridische zaken, informatieveiligheid & privacy, veteranen, dienstverlening en bedrijfsvoering, personeel & organisatie in zijn portefeuille. Namens Weststellingwerf werd hij algemeen bestuurslid en auditcommissielid van de Veiligheidsregio Fryslân, lid van de Regio Deal Zuidoost Friesland, lid van OWO en algemeen bestuurslid van P10.
Op 14 april 2025 werd Van de Nadort waarnemend burgemeester van Waadhoeke. Hij kreeg er openbare orde & veiligheid, informatiebeheer, publiekszaken, bedrijfsvoering en de programma's ontwikkelperspectief & dienstverlening in zijn portefeuille. Namens Waadhoeke werd hij lid van de driehoeksoverleg team Noordwest Fryslân, algemeen bestuurslid en bestuurscommissielid veiligheid van de Veiligheidsregio Fryslân, commissielid bestuur & veiligheid van de VFG, voorzitter van de commissie van georganiseerd overleg, bestuurslid van de Jan Bogtstrastichting en algemeen bestuurslid van de Stichting Werelderfgoed Nederland.

## Nevenfuncties
Van de Nadort werd, naast zijn nevenfuncties ambtshalve, voorzitter van de vereniging van eigenaars van Lindestate, voorzitter van de werkveldadviescommissie Europese studies van de NHL Stenden Hogeschool, voorzitter van de Museumstifting Fryslân, de Museumfederatie Fryslân en de Stichting Erfgoed & Publiek en voorzitter van de Dirk Kerst Koopmans Stichting. Op 20 november 2024 werd hij lid van de raad van toezicht van het Kenniscentrum Bodemdaling en Funderingen (KBF). In januari 2025 volgde hij Marga Kool op als voorzitter van de Stichting Nationaal Park Weerribben-Wieden.

## Privéleven
Van de Nadort ging samenwonen met zijn partner.